# Petrarca madreporae
Petrarca madreporae is een kreeftachtigensoort uit de familie van de Petrarcidae. De wetenschappelijke naam van de soort is voor het eerst geldig gepubliceerd in 1996 door Grygier, in Grygier & Cairns.